# Шаламон (кантон)
Шаламо́н (фр. Chalamont) — кантон во Франции, находится в регионе Рона — Альпы, департамент Эн. Входит в состав округа Бурк-ан-Брес.
Код INSEE кантона — 0108. Всего в кантон Шаламон входят 8 коммун, из них главной коммуной является Шаламон.

## Коммуны кантона
| Коммуна            | Население, чел | Почтовый индекс | Код INSEE |
| ------------------ | -------------- | --------------- | --------- |
| Версайё            | 255            | 01330           | 01434     |
| Виллет-сюр-Эн      | 472            | 01320           | 01449     |
| Кран               | 258            | 01320           | 01129     |
| Ле-Планте          | 417            | 01330           | 01299     |
| Сен-Низье-ле-Дезер | 489            | 01320           | 01381     |
| Шаламон            | 1658           | 01320           | 01074     |
| Шатне              | 308            | 01320           | 01090     |
| Шатийон-ла-Палю    | 1074           | 01320           | 01092     |

## Население
Население кантона на 1999 год составляло 4931 человек.
| 1962 | 1968 | 1975 | 1982 | 1990 | 1999 |
| ---- | ---- | ---- | ---- | ---- | ---- |
| 3112 | 3374 | 3421 | 3960 | 4294 | 4931 |